# Caseres
Caseres ist eine Stadt und eine Gemeinde der Comarca Terra Alta in der Provinz Tarragona der Autonomen Gemeinschaft von Katalonien, Spanien.
In der Gemeinde an der Nationalstraße 420 nahe der Grenze zu Aragon lebten 240 Einwohner (Stand: 2024) auf 42,9 km².
| 1900 | 1930 | 1950 | 1970 | 1981 | 1986 |
| ---- | ---- | ---- | ---- | ---- | ---- |
| 610  | 637  | 547  | 369  | 338  | 343  |